# چارلز استیون
چارلز استیون (انگلیسی: Charles Stephen؛ زادهٔ ۷ مهٔ ۱۹۳۰) بازیکن هاکی روی چمن اهل هند بود.
وی به‌همراه تیم ملی هاکی روی چمن مردان هند به مقام قهرمانی در بازی‌های المپیک تابستانی ۱۹۵۶ دست پیدا کرده‌است.